# Uproszczony plan urządzenia lasu
Uproszczony plan urządzenia lasu (UPUL) – szczegółowy leśny plan gospodarczy, dokument gospodarki leśnej sporządzany dla lasów wchodzących w skład Zasobu Własności Rolnej Skarbu Państwa oraz dla lasów niestanowiących własności Skarbu Państwa.
Zgodnie z rozporządzeniem Ministra Środowiska z dnia 12 listopada 2012 r. w sprawie szczegółowych warunków i trybu sporządzania planu urządzenia lasu, uproszczonego planu urządzenia lasu oraz inwentaryzacji stanu lasu, uproszczony plan urządzenia lasu sporządza się na okres 10 lat. Zgodnie z ustawą o lasach uproszczony plan urządzenia lasu sporządzany jest:
1. dla lasów niestanowiących własności Skarbu Państwa, należących do osób fizycznych i wspólnot gruntowych – na zlecenie starosty;
2. dla pozostałych lasów – na zlecenie i koszt właścicieli.

Podstawą sporządzenia jest umowa, której stronami są zleceniodawca (powiat albo właściciel) i zleceniobiorca. Ustawa nie wskazuje, ani w jakim terminie ma być taki plan sporządzony, ani za jakim wynagrodzeniem, pozostawiając to wszystko do uzgodnienia między stronami w samej umowie.

## Postępowanie w sprawie sporządzenia UPUL dla lasów należących do osób fizycznych i wspólnot gruntowych
Sporządzenie UPUL zlecane jest przez starostę i dotyczy własności osób trzecich. 
Projekt UPUL wykłada się do publicznego wglądu na okres 60 dni w siedzibie urzędu gminy. O wyłożeniu projektu wójt (burmistrz, prezydent miasta) informuje pisemnie właścicieli lasów, z zaznaczeniem, że UPUL będzie podstawą naliczenia podatku leśnego. W terminie 30 dni od daty wyłożenia projektu zainteresowani właściciele lasów mogą składać zastrzeżenia i wnioski w sprawie planu. Starosta wydaje decyzję w sprawie uznania lub nieuznania zastrzeżeń lub wniosków. Właściwy terytorialnie nadleśniczy otrzymuje projekt UPUL. W ciągu 30 dni może zgłosić zastrzeżenia. W razie upływu tego terminu uważa się, że nadleśniczy nie zgłasza zastrzeżeń. Jego opinia nie jest przejawem instytucji współdziałania organów administracji publicznej w rozumieniu art. 106 Kodeksu postępowania administracyjnego. Starosta po uzyskaniu opinii nadleśniczego zatwierdza projekt UPUL w drodze decyzji administracyjnej.
Nadzór administracyjny nad wykonaniem UPUL dla lasów niebędących własnością Skarbu Państwa sprawuje starosta.

## UPUL dla lasów wchodzących w skład Zasobu Własności Rolnej Skarbu Państwa
UPUL dla lasów wchodzących w skład Zasobu Własności Rolnej Skarbu Państwa podlega zatwierdzeniu przez ministra właściwego do spraw środowiska w drodze decyzji administracyjnej. Organem nadzoru nad wykonaniem UPUL dla lasów wchodzących w skład Zasobu Własności Rolnej Skarbu Państwa jest minister właściwy w sprawach środowiska.

## Zmiana UPUL
Zmiana UPUL może być dokonana aneksem, musi być zatwierdzona w trybie art. 22 ustawy o lasach, to jest w trybie taki jak przyjęcie UPUL, przy czym:
- zwiększenie rozmiaru pozyskania drewna w nadleśnictwie ponad wielkość określoną w PUL etatem miąższościowym użytków rębnych może nastąpić tylko w związku ze szkodą lub klęską żywiołową,
- pozyskanie drewna w lasach niestanowiących własności Skarbu Państwa, niezgodnie z UPUL lub decyzją, o której mowa w art. 19 ust. 3, jest możliwe wyłącznie w przypadkach losowych; decyzje w tej sprawie, na wniosek właściciela lasu, wydaje starosta.